# トニー・マッセンバーグ
トニー・マッセンバーグ（Tony Arnel Massenburg, 1967年7月31日 - ）は、アメリカ合衆国バージニア州出身の元バスケットボール選手である。NBAのサンアントニオ・スパーズなどで活躍し、2005年のチャンピオンメンバー。

## 経歴

### カレッジ時代
1986年、メリーランド大学に入学し、1990年に卒業するまでメリーランド・テラピンズでプレーした。

### NBA時代
1990年のNBAドラフトでサンアントニオ・スパーズに2巡目43位で指名され入団。デビッド・ロビンソンの控えなどで35試合に出場し、その後、イタリア、スペインリーグでプレーし、その後NBAに復帰と、7チームを渡り歩くジャーニーマンとなったが、2004-2005シーズンに再びスパーズに加わり、初めてチャンピオンメンバーとなった。